# 高岩竜一
高岩 竜一（たかいわ たつひと、1972年7月5日 - ）は、日本の男性プロレスラー。京都府亀岡市出身。ジュニアヘビー級のパワーファイターで「超竜」の異名を持つ。在日コリアンであることを告白している。血液型O型。

## 来歴
1992年2月、専門学校在学中に新日本プロレスの入門テストに合格して7月21日に対小島聡戦でデビュー。同期入門には現在まで続く盟友の大谷晋二郎がいる。以降ジュニアヘビー級を主戦場とし、主に大谷や金本浩二と組んで獣神サンダー・ライガー、エル・サムライ、ケンドー・カシンらの他、WARやみちのくプロレスの選手らと激戦を繰り広げ、1998年8月8日には初代IWGPジュニアタッグ王座を大谷と共に獲得。1990年代のジュニアの黄金期の一角を担う。ニックネームである「ジュニアの超竜」は、ジュニアヘビーを超えたパワーファイトがスコット・ノートンを彷彿させるため、週刊ゴング編集長の金沢克彦が「竜一」と引っかけて、そう名付けた。
2000年にカシンと組んだIWGPジュニアタッグの金本・田中稔戦では、挑戦者としてスーパー・ストロング・カシンなるスーパー・ストロング・マシンとカシンを混ぜ合わせたマスクを被ったマスクマンとして戦いに挑んだ。なお田中ケロにコールされる際は最初から「高岩竜一ことスーパー・ストロング・カシン」と紹介されている。
2001年に大谷と共にプロレスリングZERO-ONEに移籍。ヘビー級に転向した大谷とは対照的にジュニア戦線に留まり、対抗戦などでも活躍を遂げている。
2004年4月30日の、ZERO-ONE後楽園ホール興行での天下一Jr.決勝にて、優勝後のインタビューで自分が在日コリアンであることを告白している（試合前には、日本と韓国の国歌が演奏されていた）。そして、在日コリアンであることを誇りに思うと共に、日本で生まれ育ったことから日本人としての誇りも持っていることを観衆にアピールした。この高岩の行動に対して、会場にいた観客は喝采を送った。10月17日、ZERO-ONE札幌大会、星川尚浩戦では金網最上段から雪崩式パワーボムを投げ星川の急性硬膜下血腫を引き起こした。
2006年12月23日、プロレスリング・ノアディファ有明大会で杉浦貴を破り、5年ぶりにGHCジュニアヘビー級王座を獲得。
2007年2月18日、AWA世界ジュニアヘビー級とのダブルタイトル戦で日高郁人を破り2冠王となった。
2008年12月17日の新宿大会後に退団を表明。ZERO1-MAX側も了承し契約が解除されフリーとなった。
2009年2月15日に新日本プロレスにおいてタイガーマスクを襲撃、4月5日以降参戦しているブラック・タイガーの正体であると言われており、タイガーマスクや観客の反応や声、マスク越しに見える顔などからも明らかに本人と分かる。
2009年2月より大日本プロレスのコーチに就任し、9月28日の大日本後楽園大会では高岩竜一として半年振りに試合を行った。また同月に旗揚げされたプロレスリングFREEDOMSにも代表の佐々木貴に声をかけられる形で参戦し、一時はレギュラーとして出場していた。
2009年頃から一時、ビルメンテナンスの会社に就職したが、選手復帰を望み、2年余りで退職。
2010年3月14日、IWA・JAPAN新宿FACE大会のメインでヴァンダレイ・芝の名で登場し、松田慶三を相手に異種格闘技戦で対戦（5分3ラウンド）。3Rになってプロレスルールが適用され、3R2分13秒、デスバレーボムで勝利。
2011年5月、闘龍門のドラゴマニア・メキシコ大会にて、ウルティモ・ドラゴンとブラック・タイガーで、マスカラ・コントラ・マスカラ（敗者マスク剥ぎ）対決し敗戦。ブラック・タイガーのマスクを脱ぎ正体が高岩と正式に判明。以降、素顔とブラックタイガー5を使い分けて、様々な団体のリングに上がっている。また、この時期には格闘技ジム「S-KEEP」でインストラクターとしても働いており、2012年に行われた自身のデビュー20周年記念興行にはS-KEEPとFREEDOMSが協力した。
2017年3月26日、ZERO1に再入団。2020年6月29日、5月31日付でZEROから2度目の退団をしていたことが明らかとなった。以降はZERO1時代に知り合った株式会社iDENサービスの宣伝部に所属している。
2023年3月1日開催の『ジュニア夢の祭典 〜ALL STAR Jr. FESTIVAL 2023〜』では第3試合・がんばれ！大谷晋二郎10人タッグマッチに出場。

## 得意技
スピーディーな動きや華麗な空中技などが注目されるジュニアヘビー級には珍しいパワーファイトを得意としており、垂直落下式系や雪崩式系の技を好んで使用している。

### フィニッシュ・ホールド
高岩ドリラー
ブレーンバスターの状態から相手の体を反転させてリバース・パイルドライバーの形で相手を落とす。スコット・スタイナーが使用するSSDと同系。プロレスリング・セムでの対杉浦貴戦では雪崩式でこの技を出し、かなり危険にきめてしまった。
デスバレードライバー
横向きのうつ伏せ状態で肩に担ぎ上げた相手を更に頭上に跳ね上げ、そこから落下する勢いで前方に頭からマットに叩きつける技。主に餅つきパワーボムからの連携で繰り出す。デスバレーボムと投げられる方向が90度変わるため、警戒する相手に一瞬の迷いが出来、より大きなダメージを与える。
デスバレーボム
横向きのうつ伏せ状態で肩に担ぎ上げた相手を真横の方向に頭上から叩きつける。そのままホールドにいく場合もある。
超竜ラリアット
高岩が長州力の弟子であることを垣間見られる技。長州同様、力任せの印象が強いが無類のパワーがあるためフィニッシュになる場合が多い。佐藤耕平と藤田ミノルの声がつぶれているのは高岩のラリアットによる。
餅つき式パワーボム
通常のパワーボムから、さらに着地の反動を利用して相手を持ち上げ再びパワーボムを打ち込む技。辻よしなりは実況の際、「エンドレスボム」「エンドレスリバウンド高岩式パワーボム」など複数の呼び方を使っていた。3発目をライガーボムやデスバレーボムにしたりといったバリエーションも存在。

### 投げ技
ターンバックルパワーボム
主に終盤で使用する事がある。
クロスアームスープレックス
ジャーマンスープレックスの体勢から相手の両腕を交差させる形でクラッチさせ、受身を取れない状態にして後方に投げる技。新日本時代の先輩、保永昇男が初披露。高岩の場合は雪崩式でかける場合もあり、危険度は非常に高い。ここ一番での隠し技的に使用している。
河津落とし
若手時代の得意技。高岩の場合相手の腕を捻って極めることがあった。

### 打撃技
ジャンピングニードロップ
主に中盤で使用。

### 飛び技
ダイビング・エルボー・ドロップ
主に中盤で使用。
ダイビング・ヘッドバット
1998年後半頃に一時期中盤で使用していた。

### 組み技
垂直落下式みちのくドライバーII
受身の取れない態勢で、脳天から真っ逆様に落とすみちのくドライバーII。これを元にタカイワ・ドリラーやデスバレー・ドライバーを使用するようになった。現在ではあまりこの技は使用されない。トップロープからの雪崩式でこの技を敢行して金丸義信を下し、GHCジュニアヘビー級王座を獲得した。

### 関節技
高岩スペシャル
顔を踏み潰しながら極める変形の逆片エビ固め。若手時代の得意技。

## タイトル歴
新日本プロレス
- IWGPジュニアヘビー級王座（第38代）
- IWGPジュニアタッグ王座（初代、第4代）（パートナーは大谷晋二郎×2）
- BEST OF THE SUPER Jr.優勝（2000年）

WAR
- インターナショナルジュニアヘビー級タッグ王座（第9代、第15代）（パートナーは大谷晋二郎→折原昌夫）

プロレスリング・ノア
- GHCジュニアヘビー級王座（第2代、第12代）

プロレスリングZERO1-MAX
- UPW ZERO1-MAX World-1認定インターナショナルジュニアヘビー級王座（第4代）
- AWA UPW ZERO1-MAX WORLD-1認定インターナショナルジュニアヘビー級王座（第8代）
- AWA世界ジュニアヘビー級王座（第3代）
- NWAインターナショナルライトタッグ王座（第3代、第19代、第25代）（パートナーは石井智宏→大谷晋二郎×2）
- WWA世界ジュニアライトヘビー級王座（プロレスリングZERO1-MAX版）
- 天下一Jr.優勝（2004年、2008年）

地下プロレス
- 世界地下王座（第27代）

GJPプロレスリング
- GJPヘビー級王座（第7代）

プロレスリング華☆激
- 篠栗88タッグ王座（第2代）（パートナーはアズールドラゴン）

プロレスリングFTO
- 九州タッグ王座（第9代）（パートナーはアズールドラゴン）

超戦闘プロレスFMW
- FMW認定世界ストリートファイト8人タッグ王座（初代）（パートナーは3代目タイガーマスク・ティグレ・エン・マスカラード&ブラック・タイガーVII&グレート・タイガー）

プロレスリングFREEDOMS
- UWA世界ジュニアヘビー級王座（第39代）

プロレスリングA-TEAM
- WEWジュニアヘビー級王座（第9代）

ガンバレ☆プロレス
- スピリット・オブ・ガンバレ世界無差別級王座（初代）[3]
- ガンバレ☆クライマックス優勝（2021年）

MOBIUS
- EL Mejor de Mascarad王座

## エピソード
- 柔道出身ながらさして跳びぬけた戦績がないため当時の現場監督でレスリングのエリート出身である長州力からは非常に厳しく扱われ、新弟子時代には唯一高岩だけが「鍛えるためにしごく」のではなく、「辞めさせるためにしごく」という目的のもと、過酷な練習を強いられていた。しかしながら高岩は人一倍折れない心とハングリー精神でしごきを乗り越え、のちに長州も彼をジュニアの中心の1人として重用するようになっていった。在籍当時ZERO1-MAXのコーチ的役割も担っており、中でも高岩と同様にジュニアパワーファイターである佐々木義人が彼の影響を受けているといわれる。
- 若手時代はチャンスに恵まれず、ファイトスタイルに悩む。当時はラリアットを相手の顔面に打ち込んで苦情を受けたこともあった。
- 競馬の大ファンで、オフの週末は毎週のように競馬施設へ足を運ぶほどである。毎年、週刊プロレスの選手名鑑のライバル・好きな有名人の欄には競走馬の名前を必ず挙げるほどである。ところが、高岩がライバル・好きな有名人に挙げた競走馬はその年限りで引退するというジンクスが存在し、実際に引退した馬はスペシャルウィーク、グラスワンダー、テイエムオペラオー、ファインモーション、ゼンノロブロイ・ディープインパクトなどである。
- オフには総合格闘技ジムでコーチとして選手の育成をしている。